# GET BACK IN LOVE
「GET BACK IN LOVE」（ゲット・バック・イン・ラブ）は、1988年4月25日に発売された山下達郎通算17作目のシングル。

## 解説
「GET BACK IN LOVE」はTBS系ドラマ『海岸物語 昔みたいに…』主題歌として制作され、後にアルバム『僕の中の少年』に再レコーディングされたアルバム・ヴァージョンで収録されたほか、ベスト・アルバム『TREASURES』とオールタイム・ベスト『OPUS 〜ALL TIME BEST 1975-2012〜』に、ライヴ・ヴァージョンがライブ・アルバム『JOY –TATSURO YAMASHITA LIVE–』にそれぞれ収録された。また、ベスト・アルバム『RARITIES』初回盤のみセットのオリジナル・カラオケ・スペシャルCDにカラオケが収録された。そのほか、2013年には舞台『テレビのなみだ』のテーマ曲に使われた。
この曲を含むベスト・アルバム『TREASURES』に至るまで、作品が『MELODIES』以降、内省的で重いものに移行していった理由について、『TREASURES』リリース当時のインタビューで山下は「その時には誰にも言わなかったんだけど、どうして『メロディーズ』からこういう路線になったかっていう、本当の理由があって、83年にムーン・レーベルっていうのを作ったのね。RCAビクターから16人が独立して、それで作った会社なのね。前の会社がね。だから、ほとんどインディーズに毛が生えたようなレーベルで、かなり規模がちっちゃい会社だった。で、僕は役員兼芸人ってライナーに書いたけど、役員でもあるけど、ミュージシャンでもあるわけだよね。その時が83年で、ぼくがちょうど30歳になった時だったの。当時は、ロック、フォークと言わず、日本の音楽界で、30を過ぎたら、ミュージシャンっていうのは、もう落ちていくしかないっていう時代だったの。もうシングルヒットでなくなったし。お客さんも、もう30過ぎたらレコード買わなくなって、演歌に段々移っていくっていう」「30過ぎたらどうやってったらいいかっていう、展望もヴィジョンも、全然未知数だった。だけど、一応移籍してやんなきゃいけないわけでしょ。僕が一応看板タレントなわけだ。まだ、竹内まりやいなかったんだから。で、やってかなきゃならないんだけど、僕、そんなにあと何年もできないと思ってたのよ。日本の音楽界って、そんなに甘くないし。僕は基本的に下積みが結構長かったってこともあるし。『ライド・オン・タイム』って、非常に運良く時流に乗った形で。“夏だ海だ達郎だ”っていうのが、逆にいいイメージになって、そういう、いろんな複合的なファクターが重ね合わさって、運良くブレイクしたけど、もしか一歩間違ったら、僕、とっくにCM作家か作曲家でやってるかもしれないって思って。そんなラッキーなんていつまでも続かないと思ってたの。それで、僕あと何年できるだろうって、その時小杉さんと話したんだけど、何とかあと5年頑張ってくんないかと。5年やったら、新人がなんとかうまく行って軌道に乗るからって。で、欲を言えば7年だと。90年になったら、武道館でさよならコンサートやって、そこで僕が37歳なのね。それで、アルファ・ムーンの制作部長に僕が行って、僕が制作を統括するっていう。だから、この会社は92年まで制作部長がいなかったんだよ。それは僕のためにとっておいてあったの。いつまでも山下達郎は続くわけないって。もともと難しい音楽だし。ライブの動員も確かにいいし、評判もいいけど、それは、僕の枠の中での話で、あくまでも音楽のメインストリームでいつまでもやっていけるような、そういうスタイルの音楽じゃないっていうのが、全員の認識だったの。で、その時、僕は個人的に考えて、あと5年。でも、それはもたないと思ったの。ライブの動員も、3年ぐらいやったら、結構頭打ちになってくるだろうなと思ったの」「ここに移って、ある程度のヒットも出て実績もできて、今は動員もいいと。でも、あと3年しかやれないんだったら、僕は何をやるべきかって考えたのね。だったら、いったい、僕はどうして音楽を始めたんだろうと。で、結局僕も70年安保のドロップアウトだから、やっぱり音楽に思想を入れたいと思ったんだよね。風俗じゃなくて。自分は何をしたいのか、人間に対してどうしたいと思っているのか。それは例えば美奈子の思想を借りてやったりしたけど、本当の意味で僕の考え方は歌にまだ入ってないと思った。それまでは、すごく抽象的な言葉しか使ってなくて、それを、もうちょっと具体的な言葉使って、具体的といっても、字数少ないからそれほど具体的にならないとしても、自分が本当に考えていることを歌に入れる、あと何年かで、最後の3年かでそれをやろうと思ってたの。それが『メロディーズ』の、本当の制作意図なの」と答えていた。
さらに前作「踊ろよ、フィッシュ」については、「いろいろターニングポイントがあって、『踊ろよ、フィッシュ』っていうのが87年のシングルなんだけど、これが、要するにCMのタイアップの仕切りが悪いとか、いろんなこともあって、あんまりヒットしなかったのよ。で、ライナーにも書いてあるように、あの頃は割とリゾートミュージックっていうのがもてはやされていた。バブル前夜だから。で、達郎が元祖夏男。で、元祖夏男の山下達郎がやらなくてどうするんですかって。そういうのやりましょうって言われて、『……じゃあやろうかな』って作ったの」「それでね、今度はそれがあんまりはかばかしくないと。みんななんていうかって言うと、もう山下達郎も終わりだって。87年だから。4年目だからね」「『そろそろ陰りが出てきたね』って言われたの。『達っつぁん、ゆっくり落ちていこうよ』って。ゆっくり落ちていくっていうのは、すごい難しいことなんだよ。僕はゆーっくり上がった人間だから、ゆーっくり落ちれるだろうってさ。それが一番難しいことなんだ、日本の芸能界においては。ゆっくりさ、いかにスローに、いかに落ちぶれていくかって、それをみんなで必死に考えようって」「ここまでやれてきて、十分だって。だから、僕、自分の人生に関して不満ないの。ものすごく幸福な人生だと思ってるわけ、自分は。だから、本当はその辺のCM業界でやってるかもしれなくて、いまだにニューシングル出して、ベストでしょ? ベストが出ると思わなかったね。ムーンで」という。そして「GET BACK IN LOVE」の制作意図について、「けどね、『踊ろよ、フィッシュ』で終わるのは嫌だと思った。これ、俺、不本意なんだもん。売れないんだって。売れる売れないの問題だって。もうそろそろ限界だと思ってたの。87年にね。もうダメだろうなって。世の中も変わってるしね。それこそ、チューブが毎年夏だって言って、お株奪われましたね、みたいなさ。下手すると、さようならだけどさ。だけど、僕の中での、プロデューサー山下達郎としての自分を見るあれではね『君たちね、僕が失敗の原因じゃないんだよ』って。同じ終わるんでも、違うので終わりたいんだよね。『もう34の男が、こんな曲でヒットを出せると思ってるお前らがおかしい』って。これから、山下達郎が、もし君たちが言ってるようなヒットが出せるとしたら、バラードっきゃないんだって、もうそういう年回りだし、時代もそうなんだって。だから、絶対バラードしかないんだから、バラードでダメだったら、ダメだって言ってよって。だから、バラードやりたい、バラードやりたいってずっと言ってたら、『ゲット・バック・イン・ラヴ』の仕事持って来た。これ、力入ってんのよ。これで最後の一花咲かせたるぜって。これでベスト10まで入るとは思わなかったけどね。嬉しかった。だけど、自分の自己分析は、それほど間違ってなかったと思う」「これはね、『ゲット・バック・イン・ラヴ』のヒットが、すごい力になった。夏だ海だ達郎だっていうのやっぱり俺は続けなくてよかったっていう。あのまま、『フォー・ユー』の路線でずっと行ってたら、もうない。だから、それをすごい自己分析に基づいた戦略的なものっていうね、見方をされるの。新聞記者なんかには。自分で自分を演出して、自分の行く道を決められて頭いいねって。だけど、そういうんじゃねえんだ。そういうんじゃなくて、音楽的なね、パッションなんだよ、もっと」と答えていた。
「FIRST LUCK –初めての幸運（しあわせ）–」は、1987年にホンダ・インテグラCFイメージ・ソングとして制作された。作詞家の康珍化との共作で、山下によればこの頃、いろいろな人とコラボレーションしようとやってみたものの、あまりうまくいかなかったが、この曲は良かったという。オリジナル・アルバム未収録曲で、後にベスト・アルバム『RARITIES』に収録された。

## 収録曲

### SIDE A
1. GET BACK IN LOVE –ゲット・バック・イン・ラブ– SINGLE VERSION
  - Words & Music by TATSURO YAMASHITA
  - ©1988 NICHION,INC. & SMILE PUBLISHERS INC.
  - TBS系ドラマ『海岸物語 昔みたいに…』主題歌[注釈 14]

### SIDE B
1. FIRST LUCK –初めての幸運（しあわせ）–
  - Words by CHINFA KAN & TATSURO YAMASHITA, Music by TATSURO YAMASHITA
  - ©1988 NICHION,INC. & SMILE PUBLISHERS INC.
  - ホンダ・クイントインテグラCMイメージソング '87年バージョン

## クレジット
- produced & arranged by TATSURO YAMASHITA

## レコーディング

### GET BACK IN LOVE –ゲット・バック・イン・ラブ–
| 山下達郎 | - Computer Programming, - Electric Guitar, Acoustic Guitar, - Synthesizers, Electric Sitar, - Percussion & Background Vocals |

| 青山純 Drums                         |
| 伊藤広規 Bass                        |
| 難波弘之 Acoustic Piano              |
|                                      |
| 佐藤康夫 Recording & Mixing Engineer |

### FIRST LUCK –初めての幸運（しあわせ）–
| 山下達郎 | - Lead Vocal, Electric Guitar, - Hammond Organ, Keyboards, - Percussion & Background Vocals |

| 青山純 Drums                          |
| 伊藤広規 Electric Bass                |
| 難波弘之 Acoustic Piano               |
|                                       |
| Recording Engineer : 吉田保           |
| Mixing Engineer : 佐藤康夫            |
| Recorded at CBS SONY Roppongi in 1987 |
| Mixed at Smile Garage in 1988         |

## リリース日一覧
| 地域 | タイトル                                                                              | リリース日    | レーベル         | 規格                                 | 品番                | 備考                                                                  |
| ---- | ------------------------------------------------------------------------------------- | ------------- | ---------------- | ------------------------------------ | ------------------- | --------------------------------------------------------------------- |
| 日本 | GET BACK IN LOVE –ゲット・バック・イン・ラブ– / FIRST LUCK –初めての幸運（しあわせ）– | 1988年4月25日 | MOON ⁄ ALFA MOON | - 7"シングルレコード - 8cmCDシングル | - MOON-761 - 10SD-3 | 8cmCDシングル同時発売。「GET BACK IN LOVE」はシングル・ヴァージョン。 |

## カバー

### GET BACK IN LOVE
※詳細は『山下達郎のカバー一覧#GET BACK IN LOVE』を参照